# Puy de Montoncel
Le puy de Montoncel s'élève à 1 287 mètres d'altitude à la limite des départements français de la Loire, du Puy-de-Dôme et de l'Allier, pour lequel il constitue le point culminant.

## Géographie
C'est le plus haut sommet du massif forestier des Bois Noirs, et plus globalement de la Montagne bourbonnaise. Il se situe à l'extrémité septentrionale du parc naturel régional Livradois-Forez.
Cinq communes et trois départements se partagent son sommet : Lavoine (Allier), Saint-Priest-la-Prugne (Loire), Arconsat, Celles-sur-Durolle et Palladuc (Puy-de-Dôme).
|                        | Lavoine (Allier)                 | Saint-Priest-la-Prugne (Loire) |
| Palladuc (Puy-de-Dôme) | Puy de Montoncel                 |                                |
|                        | Celles-sur-Durolle (Puy-de-Dôme) | Arconsat (Puy-de-Dôme)         |

Le puy de Montoncel est flanqué du puy Snidre (1 232 m) au nord-ouest et de Montlune (1 195 m) au sud-est. Il est séparé du puy Snidre par le col des Planchettes (1 151 m) et de Montlune par le col de la Charme (1 106 m) où passe la D86 qui relie Arconsat à Saint-Priest-la-Prugne.
Sur ses pentes naissent la Besbre et des affluents de la Durolle et de la Credogne. De nombreux captages d'eau sont présents. Le barrage de La Muratte (Palladuc), sur la Credogne, fournit une partie des besoins en eau de la ville de Thiers.

## Activités

### Aménagement
Le sommet a été dégagé en 2019 pour retrouver la prairie sommitale d’antan et un panorama qui embrasse la chaîne des Puys et les monts Dore à l'ouest et le massif du Mont-Blanc à l'est. On y accède depuis le col de la Charme, le col des Planchettes (Lavoine), les villages de La Lizolle (Palladuc), ou des Cros (Arconsat).

### VTT
Il s'agit du sommet des Bois Noirs, vaste massif forestier où se situe un espace VTT labellisé FFC. Depuis 2002, 1 500 km de circuits balisés sont entretenus par une association et à partir de 2020, la zone rejoint celle du pays d'Ambert, rajoutant 800 km pour devenir le plus vaste domaine de France.

### Randonnée
Une variante du sentier de grande randonnée 3 y conduit avec un accès au sommet par le sud.

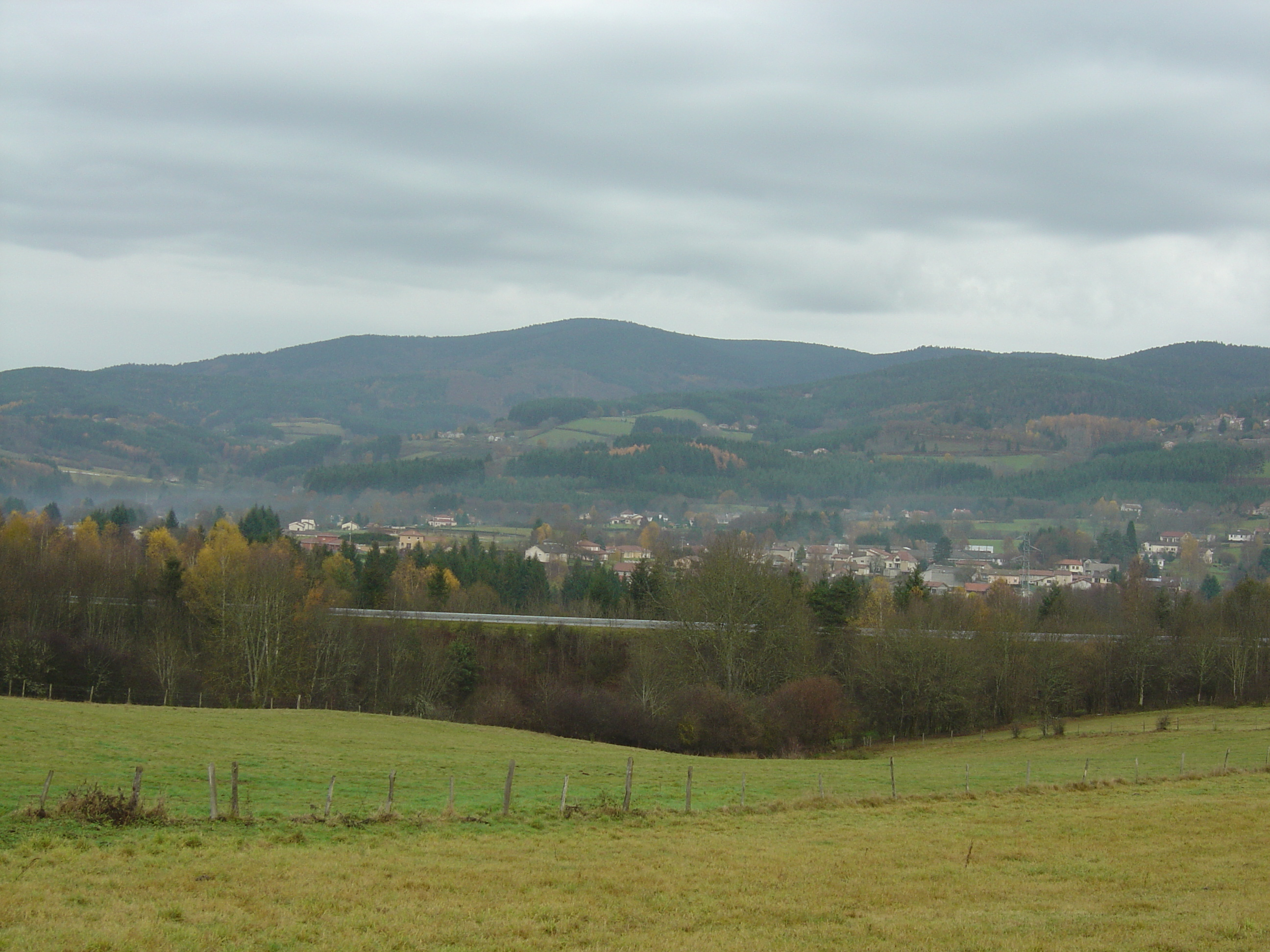
Le puy de Montoncel photographié sur la route entre le col des Sagnes et Chabreloche.
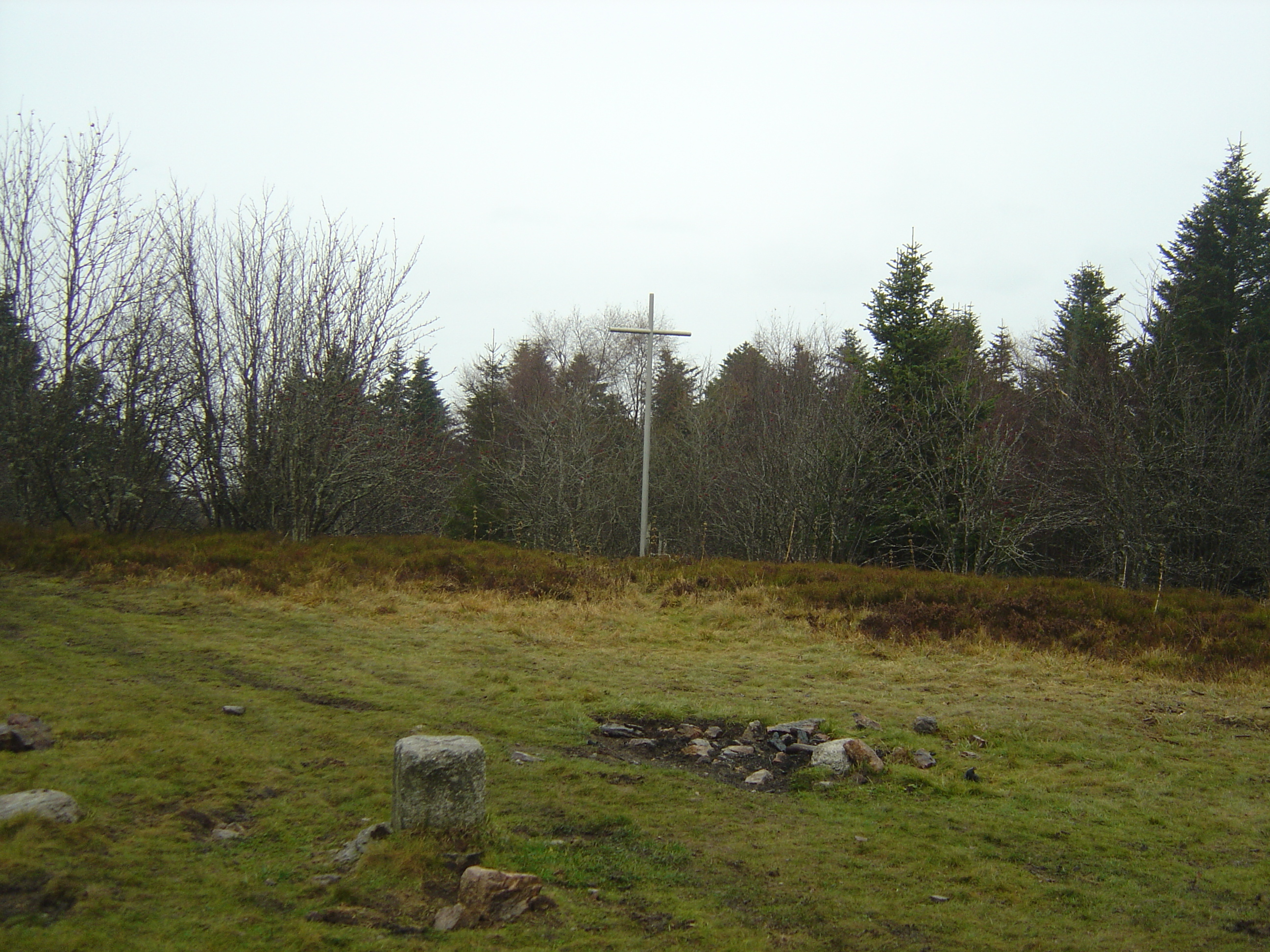
Croix et borne géodésique au sommet du puy de Montoncel.
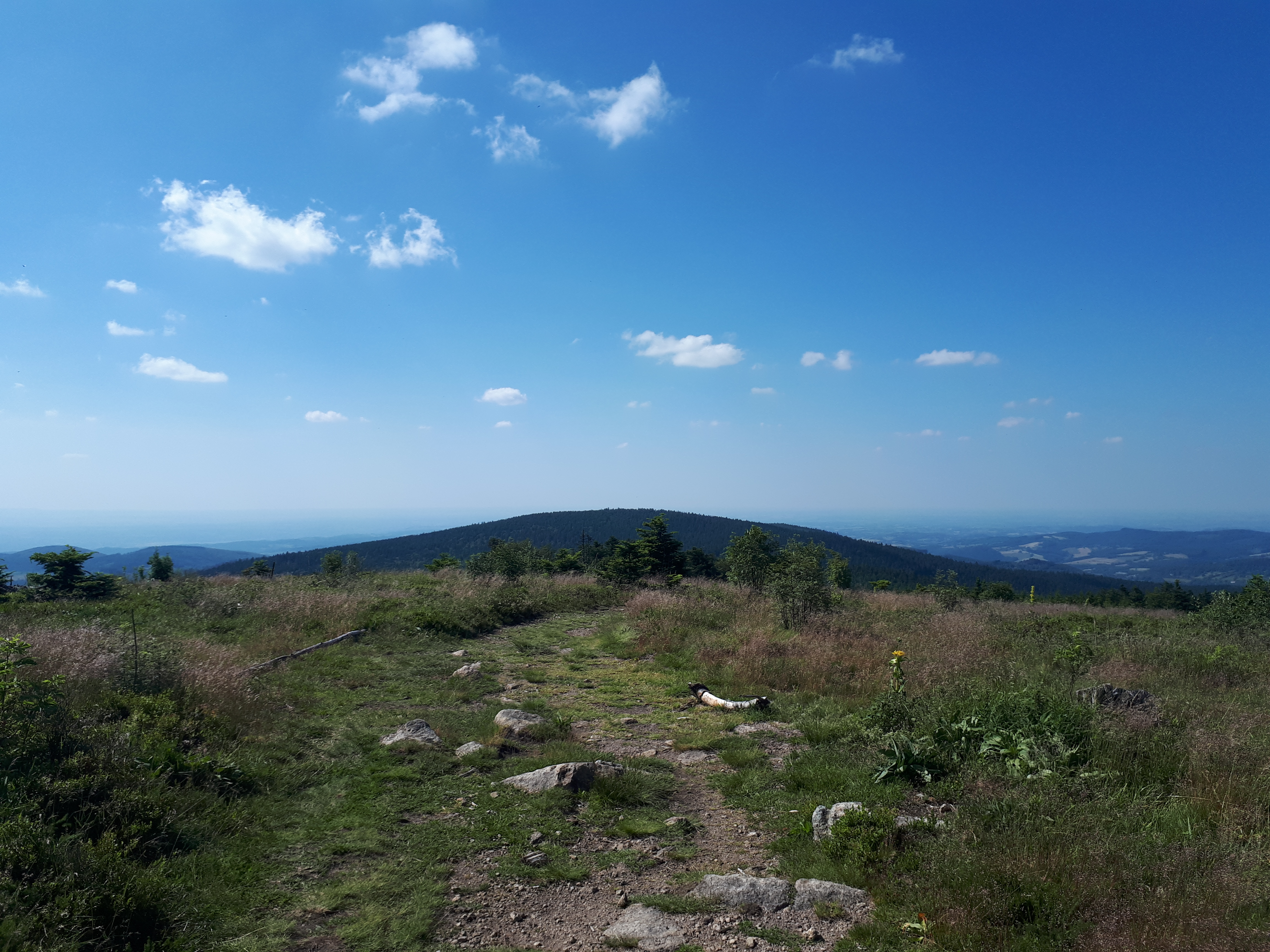
Vue sur le puy Snidre (1 232 mètres d'altitude) depuis le puy de Montoncel.